# Алісія Мей
Алісія Мей (англ. Alysia May; нар. 31 січня 1971) — колишня американська тенісистка.
Найвищу одиночну позицію світового рейтингу — 160 місце досягла 27 січня, 1992, парну — 58 місце — 12 серпня, 1991 року.
Здобула 1 парний титул туру WTA.
Найвищим досягненням на турнірах Великого шолома було 2 коло в парному розряді.

## Фінали Туру WTA

### Парний розряд (1-0)
| Результат | Дата                        | Турнір          | Рівень | Покриття | Партнерка  | Суперниці                     | Рахунок       |
| --------- | --------------------------- | --------------- | ------ | -------- | ---------- | ----------------------------- | ------------- |
| Перемога  | OTB International Open 1990 | Скенектаді, США | Tier V | Тверде   | Нана Міяґі | Лінда Феррандо Вілтруд Пробст | 6–4, 5–7, 6–3 |